# Placówka Straży Celnej „Hnyła”

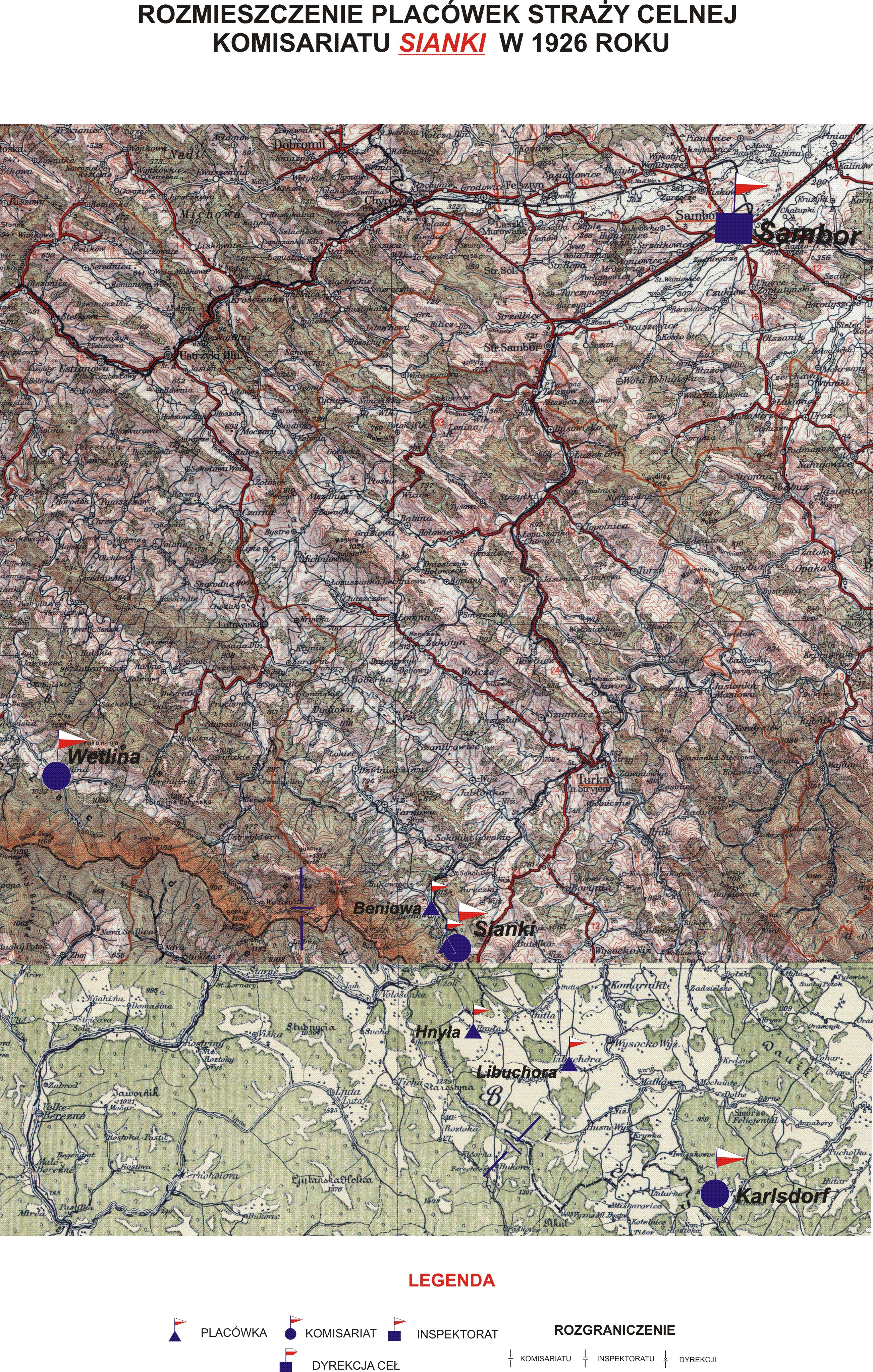
Rozmieszczenie placówek SC Komisariatu Sianki w 1926 r.

Placówka Straży Celnej „Hnyła” – jednostka organizacyjna Straży Celnej pełniąca w okresie międzywojennym służbę ochronną na granicy polsko-czechosłowackiej.

## Formowanie i zmiany organizacyjne
Na wniosek Ministerstwa Skarbu, uchwałą z 10 marca 1920 roku, powołano do życia Straż Celną. Jednostki Straży Celnej rozpoczęły przejmowanie odcinków granicy od pododdziałów Batalionów Celnych. W 1921 roku w Siankach stacjonował sztab 2 kompanii 12 batalionu celnego. Kompania wystawiała między innymi placówkę w Hnyłach. Proces tworzenia Straży Celnej trwał do końca 1922 roku. Placówka Straży Celnej „Hnyła” weszła w podporządkowanie komisariatu Straży Celnej „Sianki” z Inspektoratu SC „Sambor”.
W drugiej połowie 1927 roku przystąpiono do gruntownej reorganizacji Straży Celnej. W praktyce skutkowało to rozwiązaniem tej formacji granicznej. Ochronę północnej, zachodniej i południowej granicy państwa przejęła powołana z dniem 2 kwietnia 1928 roku Straż Graniczna.
Rozkazem nr 5 z 16 maja 1928 roku w sprawie organizacji Małopolskiego Inspektoratu Okręgowego dowódca Straży Granicznej gen. bryg. Stefan Pasławski powołał komisariatu SG „Wysocko Niżne”. Placówka Straży Granicznej I linii „Hnyła” weszła w jego skład.

## Funkcjonariusze placówki
Kierownicy placówki
| stopień          | imię i nazwisko, numer   | okres pełnienia służby | kolejne stanowisko |
| ---------------- | ------------------------ | ---------------------- | ------------------ |
| starszy strażnik | Kazimierz Nawrocki (209) | był w 1926             |                    |

Obsada personalna placówki w 1926:
- starszy strażnik Kazimierz Nawrocki (209)
- starszy strażnik Wojciech Śnita (387)
- strażnik Franciszek Grupa (985)
- strażnik Stanisław Katarzyński (1021)
- strażnik Kazimierz Biłyk (2020)
- strażnik Ignacy Małek (1869)
- strażnik Michał Noga (1877)
- strażnik Stefan Dulęba (2154)
- strażnik Stanisław Książek (1517)
- strażnik Stanisław Musielski (2216)